# Lunssjajávrrie
Lunssjajávrrie är en sjö i Arvidsjaurs kommun i Lappland och ingår i Piteälvens huvudavrinningsområde. Sjön har en area på 0,4 kvadratkilometer och ligger 347,2 meter över havet.

## Delavrinningsområde
Lunssjajávrrie ingår i det delavrinningsområde (728948-169655) som SMHI kallar för Mynnar i Holmträskbäcken. Medelhöjden är 390 meter över havet och ytan är 8,84 kvadratkilometer. Det finns inga avrinningsområden uppströms utan avrinningsområdet är högsta punkten. Vattendraget som avvattnar avrinningsområdet har biflödesordning 4, vilket innebär att vattnet flödar genom totalt 4 vattendrag innan det når havet efter 124 kilometer. Avrinningsområdet består mestadels av skog (89 procent). Avrinningsområdet har 0,6 kvadratkilometer vattenytor vilket ger det en sjöprocent på 6,7 procent.